# Kara-Suu (distrikt)
Kara-Suu är ett distrikt i Kirgizistan.   Det ligger i oblastet Osj, i den sydvästra delen av landet, 300 km söder om huvudstaden Bisjkek.